# 팔달역
팔달역(Paldal Station, 八達驛)은 대구광역시 북구 팔달동에 위치한 대구 도시철도 3호선의 역이다.

## 역명의 유래
"팔달동"이라는 지명 대로 역명을 지었으며, 지명의 유래는 이 지역이 옛날부터 교통이 잘 통한다는 뜻이라고도 하고, 금호강의 지류인 팔거천과 달성군에서 따 온 것이라고도 한다.

## 역 구조
2면 2선의 상대식 승강장이 있는 지상역이다. 난간형 스크린도어가 설치되어 있다.

### 승강장
| 매천시장 ↑ |
| \| 상      |
| ↓ 공단     |

| 상행 | ● 대구 도시철도 3호선 | 매천시장·칠곡운암·칠곡경대병원 방면 |
| 하행 | ● 대구 도시철도 3호선 | 공단·서문시장·용지 방면             |

- 대합실을 지나면 반대편 승강장으로 횡단 할 수 있다.

## 역사
- 2013년 10월 2일 : 팔달역으로 역명 결정
- 2015년 4월 23일 : 대구 도시철도 3호선 개통과 함께 영업 개시

## 역 주변
| 나가는 곳 | 방면                        |
| --------- | --------------------------- |
| 1         | 팔달중학교 대구팔달초등학교 |

## 승차량 변동
대구 도시철도 3호선의 역들 중 2번째로 승객이 적은 역이지만, 주변에 아파트와 학교 등 역세권이 발달되어 있어 이용률이 점차 늘어나고 있다.
| 노선  | 승차 인원 | 승차 인원 | 승차 인원 | 승차 인원 | 승차 인원 | 승차 인원 | 승차 인원 | 주석  |
| 노선  | 2015년    | 2016년    | 2017년    | 2018년    | 2019년    | 2020년    | 2021년    | 주석  |
| ----- | --------- | --------- | --------- | --------- | --------- | --------- | --------- | ----- |
| 3호선 | 960       | 1,062     | 1,124     | 1,151     | 1,233     | 897       |           | [ 1 ] |

## 사진

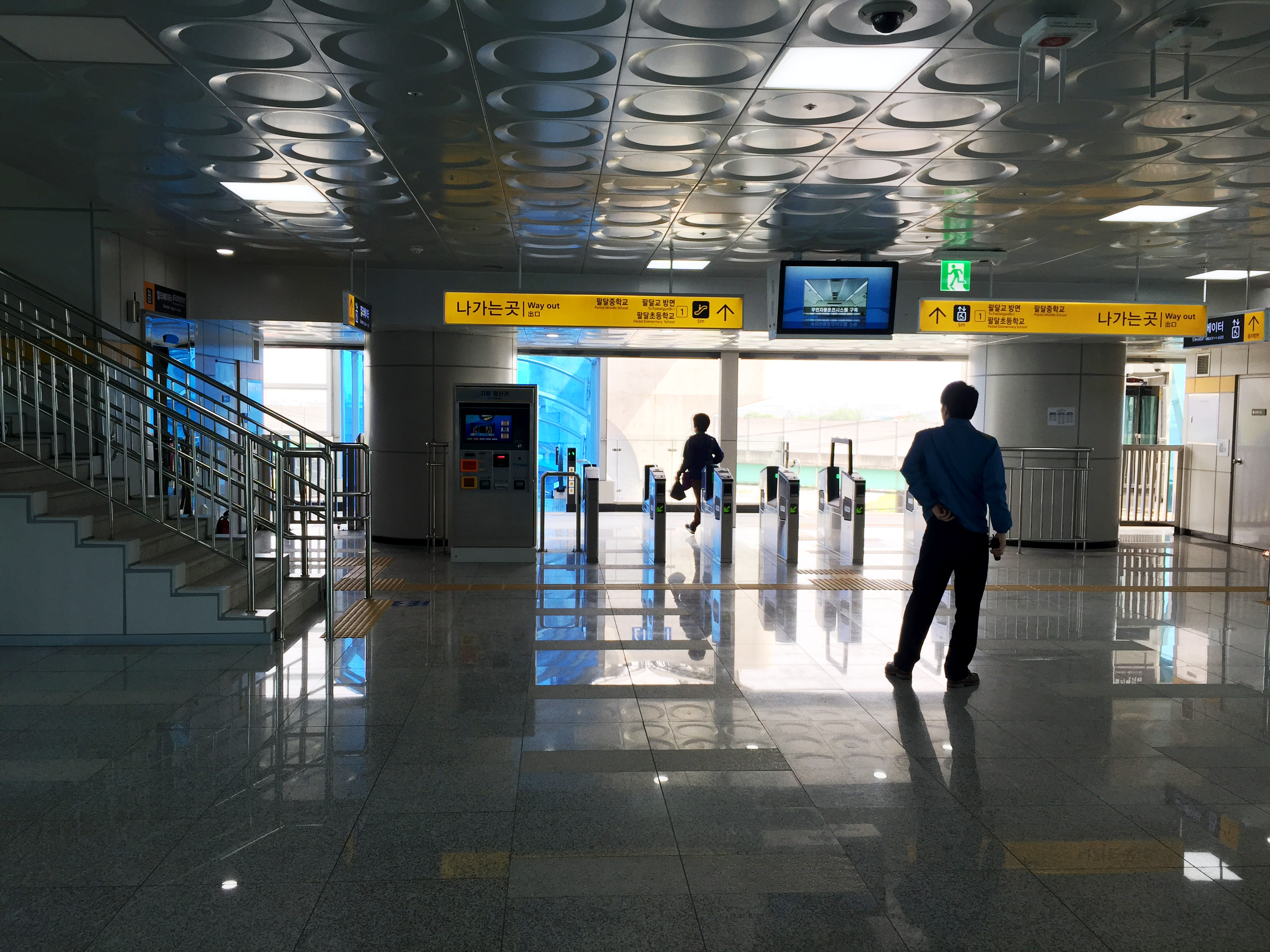
개찰구

## 인접한 역
| 대구 도시철도 3호선            | 대구 도시철도 3호선   | 대구 도시철도 3호선 |
| ------------------------------ | --------------------- | ------------------- |
| 320 매천시장 칠곡경대병원 방면 | ● 대구 도시철도 3호선 | 322 공단 용지 방면  |